# Linia kolejowa Le Mans – Angers
Linia kolejowa Le Mans-Angers – linia kolejowa we Francji, położona w regionie Kraj Loary. Łączy miasta Le Mans z Angers. Została zbudowana przez Compagnie des chemins de fer de l'Ouest w 1863. Ma długość 132 km i jest zelektryfikowana.